# Templo Rama Lakshamana
El templo de Rama Lakshamana o de Samba Lakshamana es un templo gemelo hindú de finales del siglo XII localizado en Baradia, un pueblo en la región de Okhamandal del distrito de Devbhoomi Dwarka, Guyarat, India. Baradia está a unos cinco kilómetros al sureste de Dwarka.

## Historia
La construcción de los templos tuvo lugar a finales del siglo XII durante el reinado de Bhima II, de la dinastía Chaulukya, en Guyarat. Son los primeros templos vaisnavas existentes en el estado de Guyarat Fueron declarados Monumentos de Importancia Nacional (N-GJ-125) y mantenidos por el Servicio Arqueológico de la India.

## Arquitectura

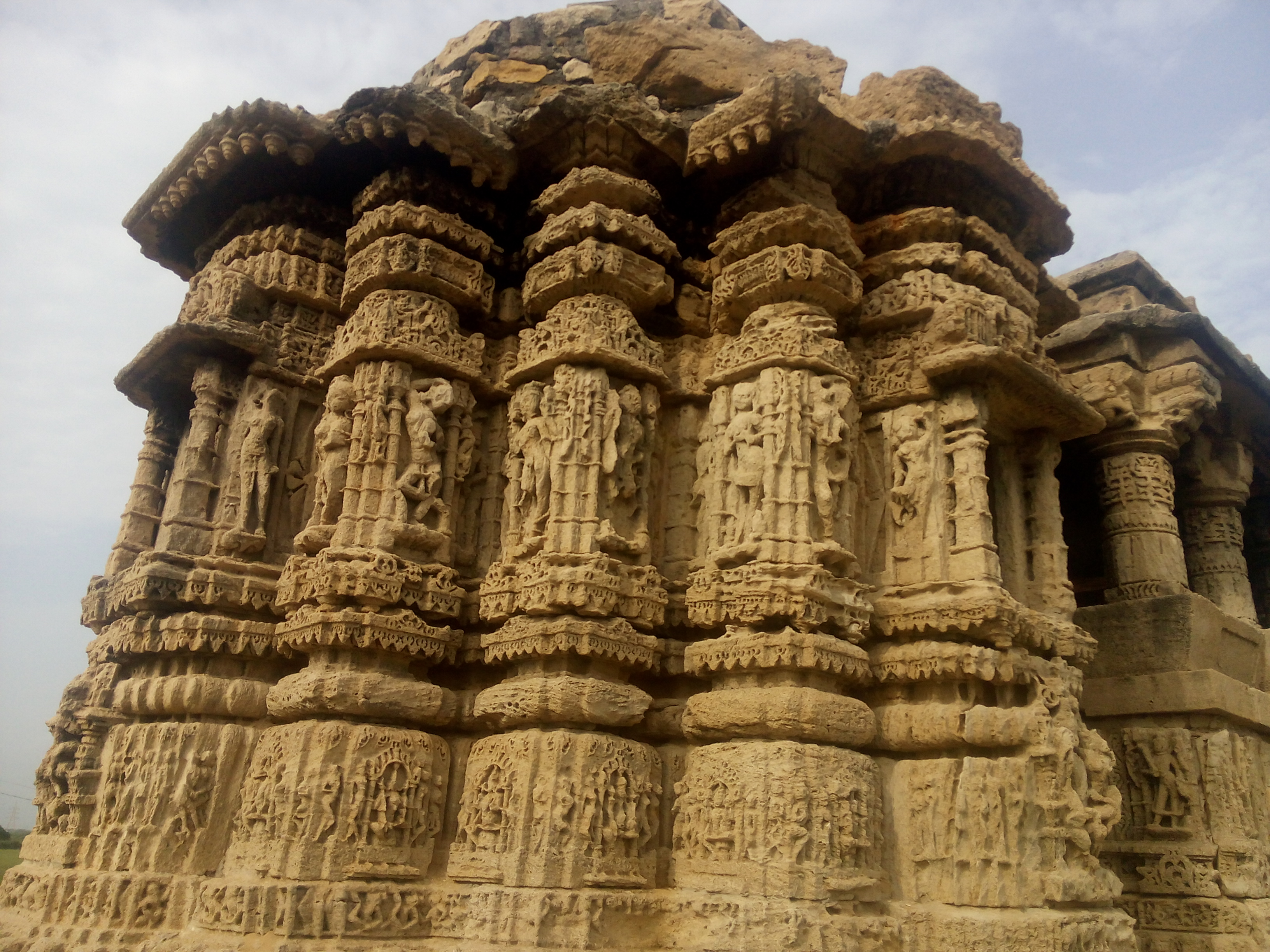
Tallas en la estructura principal

Son templos de arquitectura Maru-Guryara o Solanki que se levantan sobre altos pedestales moldeados (jagati). Son unicelulares con cuatro compartimentos; una cella, un antarala, un sabhamandapa (sala) y un porche. No hay imágenes de Rama, Lakshmana, Samba o Lakshmana Kumara en la cella de estos templos en la actualidad. Son contemporáneos del Templo Navlakha, Ghumli y tienen varias similitudes, como el zócalo y las esculturas. Incluso las esculturas de Brahma, Vishnu y Shiva están en el kumbha de bhadras colocados de manera similar. En planta, son similares al templo de Sunak, excepto por dos pilares independientes del pórtico.
El templo occidental que mira al este es muy antiguo y tiene esculturas bien tallada.
Otros templos cercanos de importancia incluyen el templo del Sol, el templo de Chandrabhaga y un Bethak de Mahaprabhu.

## Galería

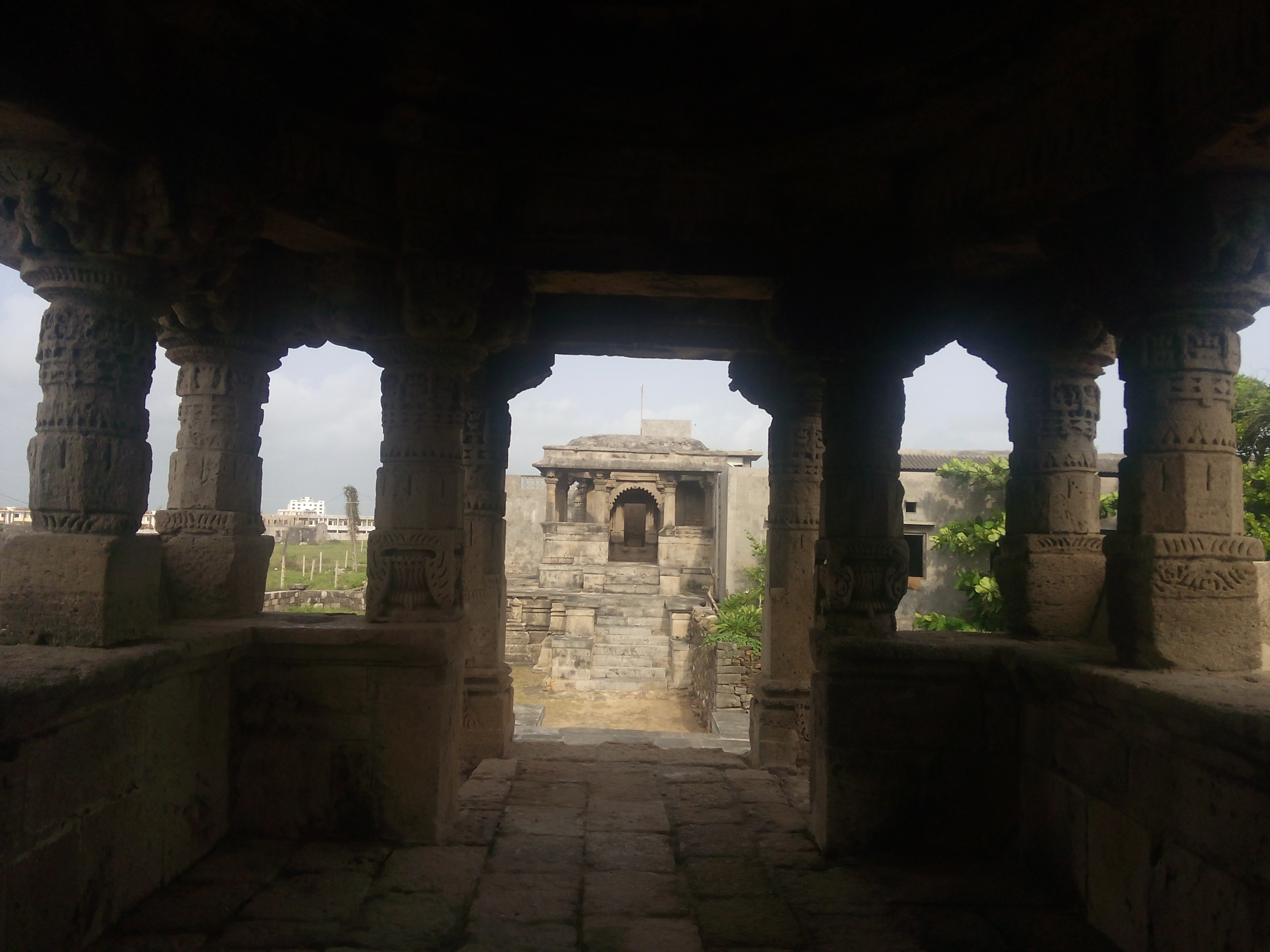
Viendo el templo opuesto desde adentro
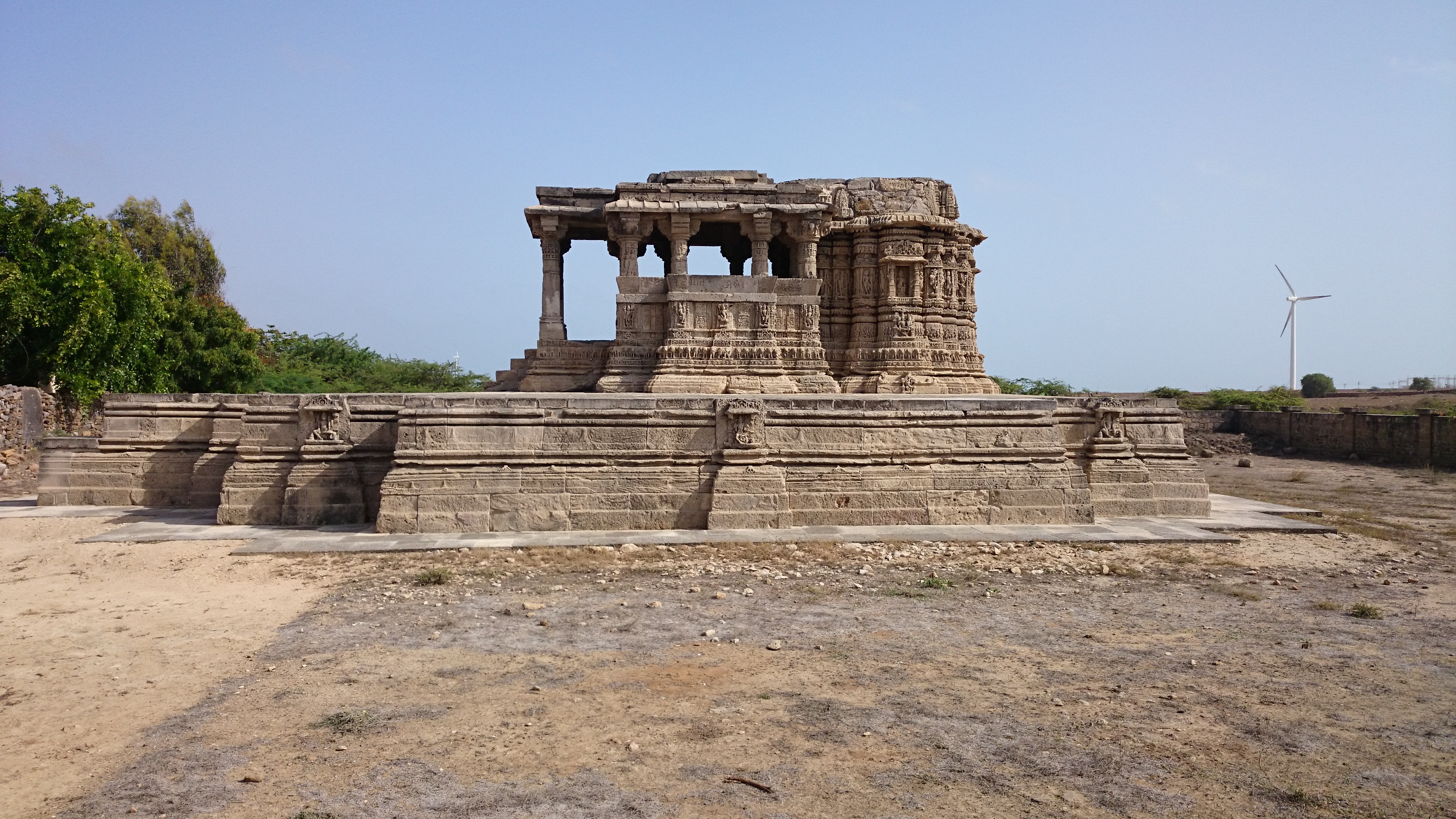
lado norte
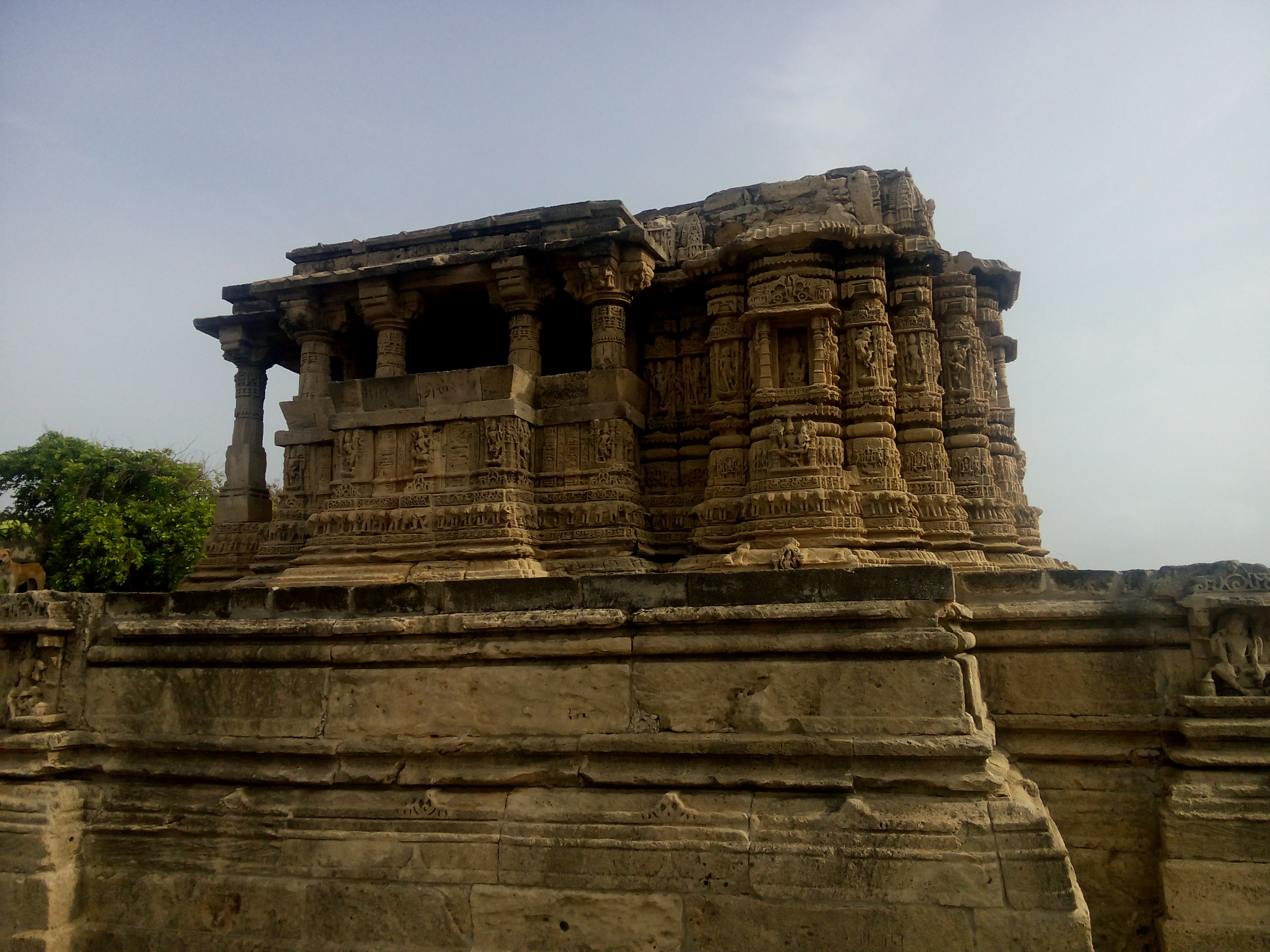
lado norte
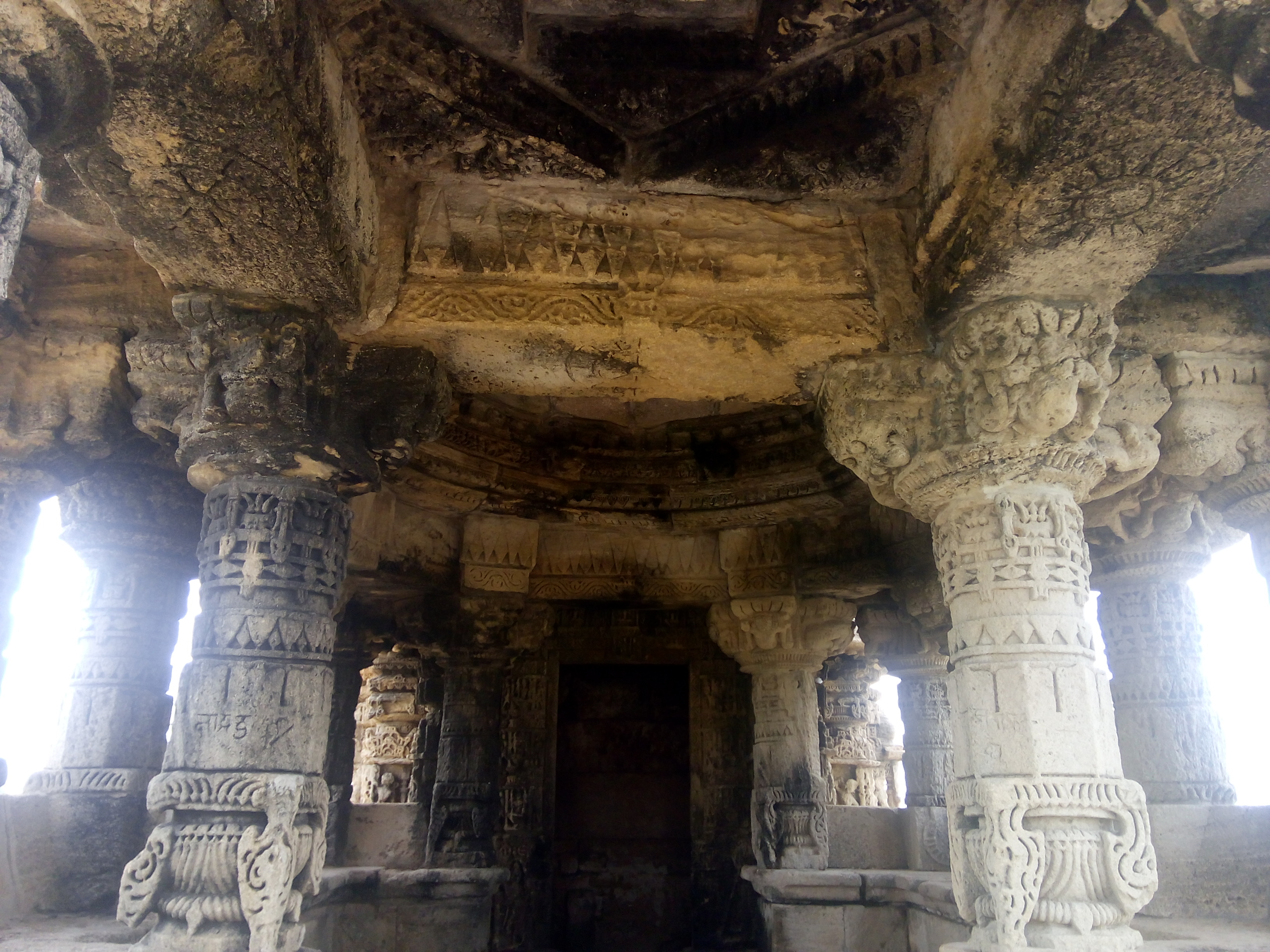
Interior